# 人生纪念册
《人生纪念册》（羅馬化：Nangsue Run Ploy）是一部由提娜丽·维拉瓦诺丹、苏卡达·顾珑希、莎楠查娜·阿芘莎麦蒙空、拉查楠·玛哈菀及朱塔芘·英詹主演的都市爱情剧。该剧改编自《普洛伊的年鉴》系列小说（《忙碌的二月》、《唯一的遗憾》、《褪色的记忆》、《在你身边围绕》和《暗恋》），2024年4月8日起每周一至周二晚上8时30分在通过GMM 25首播，后于晚上10时30分在Viu播出。该剧主要讲述了5位同名、同班但不同个性的女孩普洛伊（Ploy）在十几年后再次相遇后的爱情故事。
此剧由GMMTV和Snap25 Production制作，在「GMMTV2024 UP & ABOVE  PART 1」新剧推介会首次亮相。

## 剧情简介
5个名叫Ploy的女孩在同一个高中上学。直到要毕业时，他们在毕业年鉴中的电话号码被搞混了，这导致5个Ploy的未来人生和爱情轨迹发生改变。十六年后，30多岁的5个Ploy再次相遇，虽然很多事情变了，但她们的心依旧。

## 演员阵容

### 主要人物
- 提娜丽·维拉瓦诺丹 饰演 Ploypang（Ploykit）
- 苏卡达·顾珑希 饰演 Padparadscha（Ploysuay）
- 莎楠查娜·阿芘莎麦蒙空 饰演 Jewelry（Ployjang）
- 拉查楠·玛哈菀 饰演 Pandara（Ploysaep）
- 朱塔芘·英詹 饰演 Paploy（Ploynerd）
- 皮拉帕·瓦塔纳汕西瑞 饰演 Thapchana（Thap）
- 吉达蓬·坡提维赫 饰演 Noppatee（Mek）
- 帕同朋·任翟迪 饰演 Pimai / Plaimas
- 阿晨·艾丁 饰演 Phongtawan（Tawan）
- 塔纳查·威吉翁通 饰演 Khramin（Khram）

### 其他人物
- 琳·苏皖玛 饰演 Cake-som
- 甘雅拉·露安珑 饰演 Miu，Ploypang的继姐
- 提纳潘·挡堆 饰演 Alex
- 塔纳本·万罗西力侬 饰演 Phat
- 普莱妮拉·希兰塔薇欣 饰演
- 普洛姆皮亚·通普塔拉克 饰演 Saendee
- 婉维茉·珍萨瓦米缇
- Vichuda Pindum（Mam） 饰演 （客串）

## 劇集原聲帶
| 《人生記念冊》劇集原聲帶 | 《人生記念冊》劇集原聲帶           | 《人生記念冊》劇集原聲帶                                                        | 《人生記念冊》劇集原聲帶 |
| 曲序                     | 曲目                               | 演唱者                                                                          | 时长                     |
| ------------------------ | ---------------------------------- | ------------------------------------------------------------------------------- | ------------------------ |
| 1.                       | เธอคือพรุ่งนี้（My Tomorrow）（主題曲） | 皮拉帕·瓦塔納汕西瑞、吉達蓬·坡提維赫、帕同朋·任翟迪、阿晨·艾丁、塔纳查·威吉翁通 | 5:07                     |
| 2.                       | เยียวยา (Heal)                      | 阿晨·艾丁                                                                       | 3:34                     |
| 3.                       | Friendship                         | 莎蘭查娜·阿芘莎麥蒙空                                                           | 3:34                     |